# Phlepsius kambysesi
Phlepsius kambysesi är en insektsart som beskrevs av Dlabola 1984. Phlepsius kambysesi ingår i släktet Phlepsius och familjen dvärgstritar. Inga underarter finns listade i Catalogue of Life.